# Laborie (kvarter)
Laborie (engelska: Laborie Quarter) är ett kvarter i Saint Lucia. Det ligger i den södra delen av landet. Antalet invånare är 7 185. Arean är 38 kvadratkilometer. Laborie gränsar till Vieux-Fort.
Följande samhällen finns i Laborie:
- Laborie